# Szent Mihály és Gábriel arkangyalok templom (Kovás)
A kovási Szent Mihály és Gábriel arkangyalok templom műemlékké nyilvánított épület Romániában, Máramaros megyében. A romániai műemlékek jegyzékében az  MM-II-a-A-04544 sorszámon szerepel.